# La moglie ingenua e il marito malato (film)
La moglie ingenua e il marito malato è un film per la televisione del 1989 diretto da Mario Monicelli e tratto dall'omonimo romanzo di Achille Campanile. L'opera fa parte di Amori, un ciclo di film prodotti per Canale 5.

## Trama
Un ladro scoperto con le mani nel sacco racconta al padrone di casa uno stranissimo fatto che gli è capitato.